# Blauer Schermesserfisch
Der Blaue Schermesserfisch (Iniistius pavo, Synonym: Xyrichthys pavo) ist eine Fischart aus der Familie der Lippfische (Labridae). Sie kommt im Roten Meer, im tropischen Indopazifik von der Küste Ostafrikas nördlich bis Japan, östlich bis zu den Gesellschaftsinseln und Hawaii und südlich bis zur Lord-Howe-Insel vor. Im östlichen Pazifik lebt der Blaue Schermesserfisch vom Golf von Kalifornien im Norden bis zu den Galapagosinseln im Süden. Iniistius pavo ist die Typusart der Gattung Iniistius.

## Merkmale

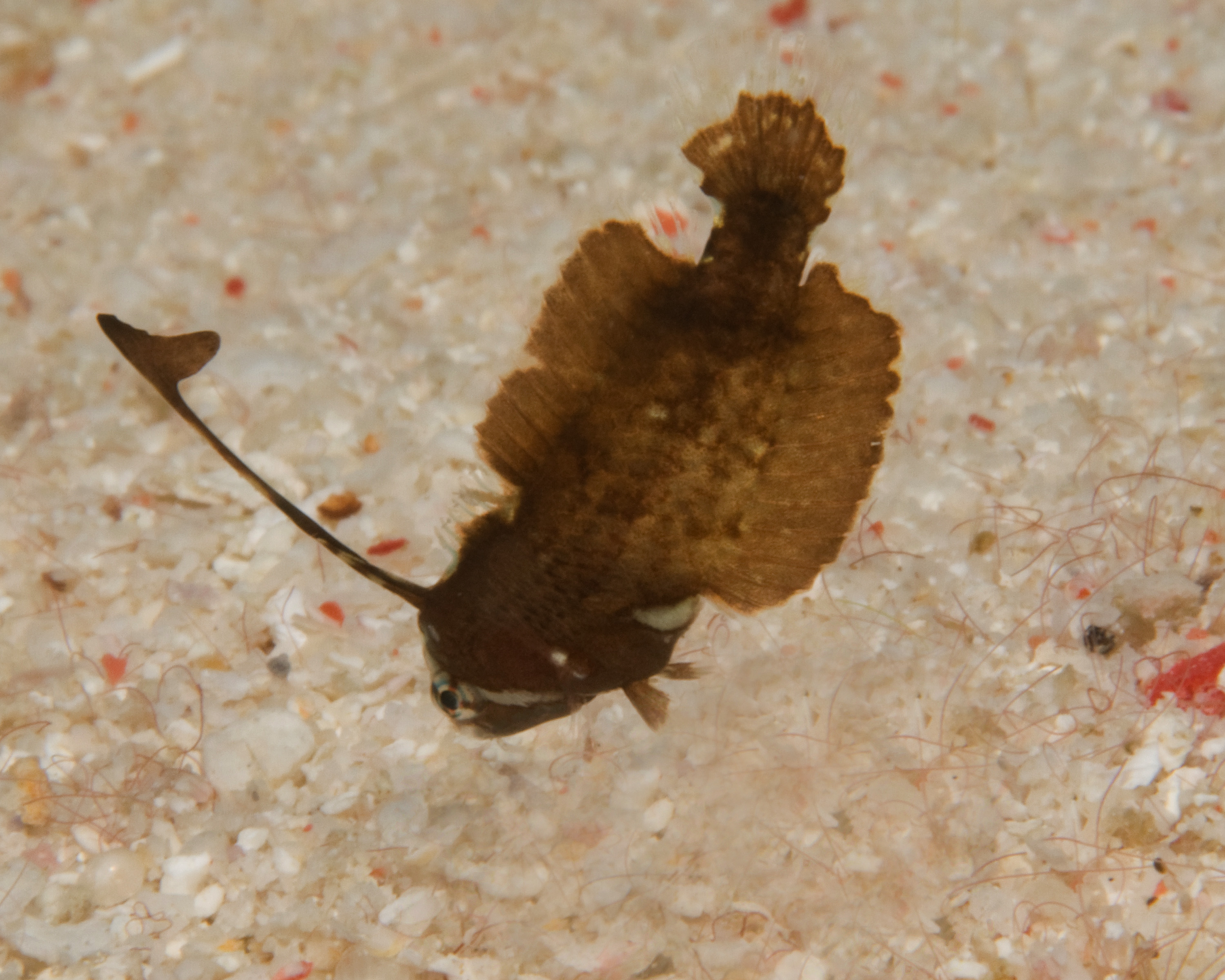
Jungfisch

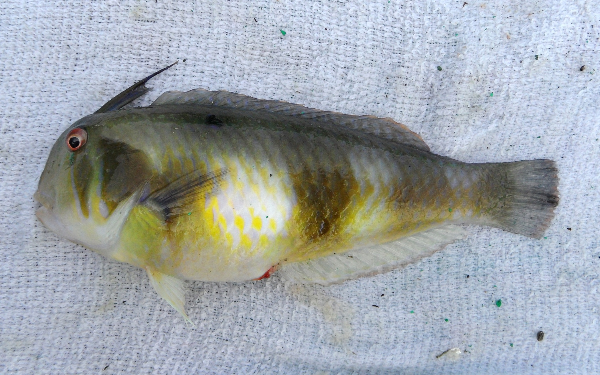
Erwachsenes Männchen

Der Blaue Schermesserfisch wird 35 cm lang. Der Rumpf ist seitlich abgeflacht; seine Höhe ist 2,4 bis 2,7 mal in der Standardlänge enthalten. Das obere Kopfprofil ist stark abgerundet und abgeflacht, so dass es eine schmale Kante bildet. Die Schnauze ist steil und steht bei adulten Exemplaren fast senkrecht. An der Spitze von Ober- und Unterkiefer befinden sich je ein Paar großer Fangzähne. Die Rückenflosse ist zweigeteilt und besteht aus einem hohen vorderen Abschnitt, der von zwei durch Flossenmembran verbundene Flossenstacheln gestützt wird, stark beweglich ist und auf dem Kopf, oberhalb der Augen liegt und einem weichstrahligen hinteren Abschnitt. Beide Rückenflossenabschnitte sind durch eine tiefe Einbuchtung voneinander getrennt. Die Bauchflossen sind bei ausgewachsenen Exemplaren leicht filamentartig verlängert. Die Seitenlinie ist unterbrochen. Die Schwanzflosse ist abgerundet. Die Basen von Rücken- und Afterflosse, die Region vor der Rückenflosse, die Wangen, die Kiemendeckel und der Unterkiefer sind schuppenlos.
Morphometrie:
- Flossenformel: Dorsale IX/12(13); Anale II/12(13); Pectorale ii/10.
- Schuppenformel: SL 20–22/4–5.

Wie viele andere Lippfische kann der Blaue Schermesserfisch in seinem Leben das Geschlecht und dabei die Farbe wechseln. Er ist auf der Rückenseite grau gefärbt und auf der Bauchseite gelblichweiß. Drei oder vier verschwommene dunkle senkrechte Bänder befinden sich auf den Körperseiten. Die Rückenflosse ist leicht bläulich gefärbt und zeigt in ihrer hinteren Hälfte zwei große, unscharfe, dunkel Flecke. Zwischen der Basis des sechsten Strahls der Rückenflosse und der Seitenlinie befindet sich ein blau umrandeter schwarzer Fleck. Die Afterflosse ist hell. Die dunklen Streifen und Flecken sind bei jungen Tieren mehr ausgeprägt als bei älteren. Kleine Jungfische sind dunkelbraun und ähneln treibenden Blättern.

## Lebensweise
Der Blaue Schermesserfisch lebt als Einzelgänger in Tiefen von 7 bis 30 Metern in Korallenriffen und in Lagunen auf Sandböden mit Geröll. Er flüchtet im Bedrohungsfall kopfüber in den Sandboden, wo er auch die Nacht verbringt. Blaue Schermesserfische ernähren sich von hartschaligen Wirbellosen, wie Krebs- und Weichtiere. Jungfische ähneln treibenden Blättern und lassen sich oft mit den Kopf nach unten gerichtet von der Strömung mitnehmen.